# Årets håndboldspiller i Sverige
Årets håndboldspiller i Sverige (svensk: Årets handbollsspelare i Sverige) er en udmærkelse som årligt uddeles af Svenska Handbollförbundet til svenske fremstående håndboldspillere. Prisen er blevet uddelt til herrer siden 1968 og siden 1981 til damer.

## Herrer
| - 2015-2016 Andreas Nilsson (MVM Veszprem) - 2014-2015 Niclas Ekberg (THW Kiel) - 2013-2014 Mattias Andersson (SG Flensburg-Handewitt) - 2012-2013 Tobias Karlsson (SG Flensburg-Handewitt) - 2011-2012 Kim Andersson (THW Kiel) - 2010-2011 Johan Sjöstrand (FC Barcelona Handbol) - 2009-2010 Mattias Gustafsson (AaB Håndbold) - 2008-2009 Jonas Källman (BM Ciudad Real) - 2007-2008 Kim Andersson (THW Kiel) - 2006-2007 Kim Andersson (THW Kiel) - 2005-2006 Tomas Svensson (Portland San Antonio) - 2004-2005 Marcus Ahlm (THW Kiel) - 2003-2004 Stefan Lövgren (THW Kiel) - 2002-2003 Martin Boquist (Redbergslids IK) - 2001-2002 Martin Boquist (Redbergslids IK) - 2000-2001 Stefan Lövgren (THW Kiel) | - 1999-2000 Magnus Andersson (HK Drott) - 1998-1999 Ljubomir Vranjes (Redbergslids IK) - 1997-1998 Peter Gentzel (Redbergslids IK) - 1996-1997 Thomas Sivertsson (HK Drott) - 1995-1996 Stefan Lövgren (Redbergslids IK) - 1994-1995 Erik Hajas (IF Guif) - 1993-1994 Magnus Andersson (HK Drott) - 1992-1993 Magnus Andersson (TuS Schutterwald) - 1991-1992 Per Carlén (Ystads IF) - 1990-1991 Magnus Andersson (HK Drott) - 1989-1990 Ola Lindgren (HK Drott)/Magnus Wislander (Redbergslids IK) - 1988-1989 Ola Lindgren (HK Drott) - 1987-1988 Pär Jilsén (Redbergslids IK) - 1986-1987 Mats Olsson (Lugi HF) - 1985-1986 Magnus Wislander (Redbergslids IK) - 1984-1985 Björn Jilsén (Redbergslids IK) - 1983-1984 Peter Olofsson (GF Kroppskultur) | - 1982-1983 Sten Sjögren (Lugi HF) - 1981-1982 Jörgen Abrahamsson (HK Drott) - 1980-1981 Göran Bengtsson (HK Drott) - 1979-1980 Claes Ribendahl (Lugi HF) - 1978-1979 Claes Hellgren (IK Heim) - 1977-1978 Basti Rasmussen (Ystads IF) - 1976-1977 Bo Andersson (IF Guif) - 1975-1976 Björn Andersson (IF Saab) - 1974-1975 Sven-Åke Frick (Ystads IF) - 1973-1974 Johan Fischerström (SoIK Hellas) - 1972-1973 Bo Andersson (IFK Malmö) - 1971-1972 Thomas Persson (IFK Kristianstad) - 1970-1971 Dan Eriksson (SoIK Hellas) - 1969-1970 Mats Thomasson (HK Drott) - 1968-1969 Lennart Eriksson (SoIK Hellas) - 1967-1968 Lennart Eriksson (SoIK Hellas) |

## Damer
| - 2015-2016 Nathalie Hagman (Team Tvis Holstebro) - 2014-2015 Ida Odén (IK Sävehof) - 2013-2014 Isabelle Gulldén (Viborg HK) - 2012-2013 Sabina Jacobsen (Randers HK) - 2011-2012 Isabelle Gulldén (Viborg HK) - 2010-2011 Linnea Torstenson (FC Midtjylland Håndbold) - 2009-2010 Linnea Torstenson (Aalborg DH) - 2008-2009 Johanna Wiberg (FCK Håndbold) - 2007-2008 Johanna Ahlm (IK Sävehof) - 2006-2007 Matilda Boson (Aalborg DH) - 2005-2006 Annika Fredén (Horsens HK) - 2004-2005 Madeleine Grundström (Skövde HF) - 2003-2004 Katarina Arfwidsson (Skuru IK) - 2002-2003 Veronica Isaksson (Skuru IK) - 2001-2002 Jenny Lindblom (IK Sävehof) - 2000-2001 Katarina Arfwidsson (Skuru IK) - 1999-2000 Theresa Claesson (IK Sävehof) - 1998-1999 Anna Ljungdahl (Skuru IK) | - 1997-1998 Åsa Eriksson (Ikast, Danmark) - 1996-1997 Lina Olsson (Larvik, Norge) - 1995-1996 Kristina Jönsson (Sävsjö HK) - 1994-1995 Åsa Eriksson (Sävsjö HK) - 1993-1994 Mia Hermansson (H-N-öster) - 1992-1993 Ulrika Olsson (Irsta HF) - 1991-1992 Kristina Jönsson (Sävsjö HK) - 1990-1991 Helena Johansson (Irsta HF) - 1989-1990 Britt Forsell (Sävsjö HK) - 1988-1989 Anna-Lena Phil (Stockholmspolisen IF) - 1987-1988 Christina Pettersson (Tyresö IF) - 1986-1987 Mia Hermansson (Tyresö IF) - 1985-1986 Ingrid Pinét (Tyresö IF) - 1984-1985 Mia Hermansson (HP Warta) - 1983-1984 Lena Högdahl (Stockholmspolisen IF) - 1982-1983 Lollo Andreini (Irsta HF) - 1981-1982 Gunilla Eriksson (Stockholmspolisen IF) - 1980-1981 Ann-Britt Carlsson (Stockholmspolisen IF) |